# 18087 Yamanaka
18087 Yamanaka è un asteroide della fascia principale. Scoperto nel 2000, presenta un'orbita caratterizzata da un semiasse maggiore pari a 2,4427851 UA e da un'eccentricità di 0,1479011, inclinata di 2,27004° rispetto all'eclittica.